# Kranj
Kranj (česky též Kraň, německy Krainburg) je čtvrté největší město a územně-správní jednotka (občina) ve Slovinsku v historické zemi Kraňsku, jehož metropolí původně bylo, než se jí stala Lublaň. Žije zde zhruba 37 000 obyvatel. Je považováno za neformální centrum slovinských Alp.

## Poloha
Město se nachází v centrální části země, v oblasti Hornokraňského regionu. Od hlavního města Lublaně je vzdálené jen zhruba 20 km seveorzápadně. Ve směru od slovinské metropole k rakouským hranicím představuje Kranj jediné větší město na cestě. Město se rozkládá v kranjsko-lublaňské kotlině, která je vklíněna mezi Julské a Kamničké Alpy. Samotný střed města je umístěn na vyvýšenině u soutoku řek Sáva a Kokra na nadmořské výšce 385 m. Levý přítok Sávy, řeka Kokra, zde vymlel do terénu 30 m hluboký kaňon. Právě díky tomuto městu získalo Kraňsko svůj název.

## Název
V roce 670 se poprvé objevil název Carnium v latině, později v podobě Chreinariorum v roce 973 nebo Chreina v roce 1065, resp. Chrainburch v r. 1921). Slovanský název měl nejspíše podobu Korn’ь a přešel z latiny po příchodu Slovanů do oblasti. Nejspíše pochází od místního kmene Carnī (v řeckých zdrojích jako Κάρνοι). Podle města nese název také celý region Kraňsko (latinsky Carniola).

## Historie a současnost

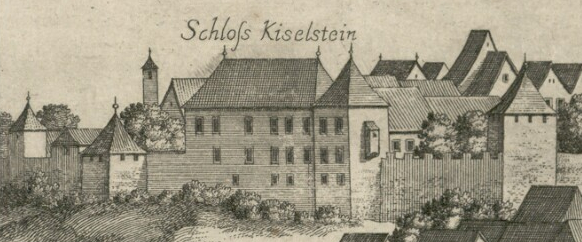
Hrad Kislkamen/Kieselstein na Valvasorově rytině z roku 1679

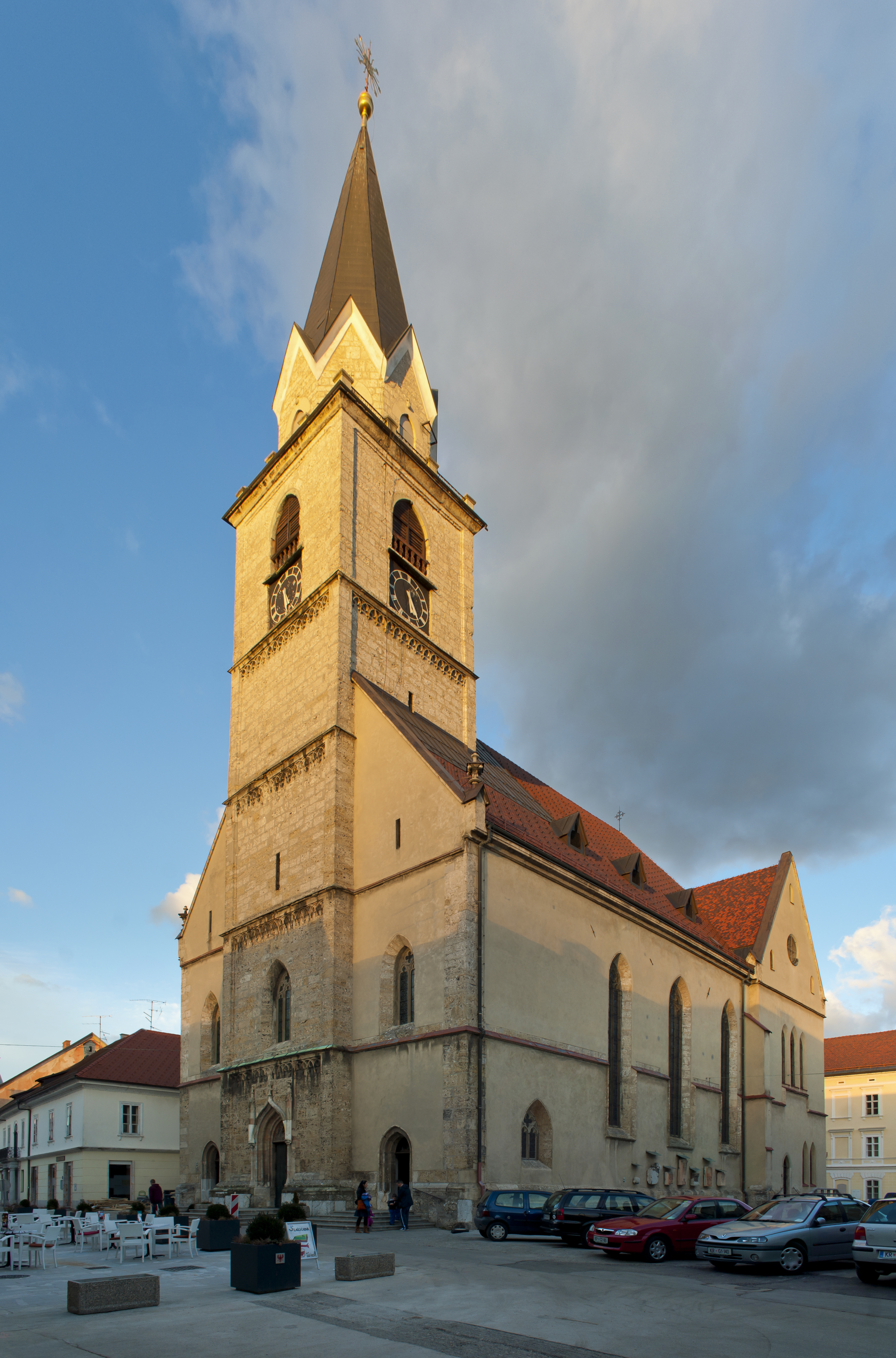
Kostel Sv. Kanciana

Podle archeologických nálezů byla oblast města osídlena již v neolitu. Římané založili osadu Carnium na soutoku řek Sávy a Kokry, z čehož vznikl současný název. V 6. století stálo v blízkosti významné germánské osídlení Ostrogótů a později Langobardů.
Slovanské kmeny do oblasti přišly v sedmém století. Kranj se stal kulturním a správním střediskem Kraňska, jehož název byl odvozen právě od tohoto města, a hrad Kieselstein (Kislkamen) byl sídlem kraňských markrabat. (později se centrum Kraňska přesunulo do Lublaně).
Z roku 1256 pochází první zmínka, v níž je Kranj zmiňován jako město. To vzniklo pravděpodobně o století dříve. Kranj byl také sídlem soudu. V letech 1268–1276 byl součástí zemí pod vládou českého krále Přemysla Otakara II. V roce 1348 bylo město bez závažných důsledků zasaženo zemětřesením. Roku 1471 bylo město vypleněno při útoku osmanských Turků. Panství nad městem si vyměňovala hrabata z Celje a Habsburkové. Město se posléze stalo součástí Svaté říše římské.
Kranj byl v 16. století zasažen selskými povstáními; vůdci selského povstání z roku 1515 byli v Kranji popraveni stětím, a v roce 1525, kdy Kraňsko ohrožovalo nové povstání, obsadili město husaři pod velením Johanna Katzianera a způsobili větší škody, než jaké zde napáchali Osmané o půl století dříve.
V šestnáctém století zažilo město rozmach díky rozvoji hornictví v Kraňsku a Korutanech. S poklesem těžby poklesl význam města a to přestalo mít svoji roli i v oblasti obchodu. Navíc jej poškodily četné požáry, např. v roce 1668, kdy oheň zlikvidoval třetinu všech domů, v roce 1749 potom téměř celé město a v roce 1811 jeho severní část.
Od roku 1804 bylo město Rakouského císařství a od roku 1867 Rakouska-Uherska, jehož součástí bylo až do roku 1918. V letech 1836 a 1855 jej zasáhly epidemie moru. Josip Egartner (slovinský malíř) byl první z řady umělců své doby, kteří se v Kranji usadili. Po něm zde vznikla potom i menší kolonie různých tvůrců. Od roku 1897 sídlí v Kranji také gymnázium. Založeno bylo nicméně historicky již podruhé; školu tohoto typu zde měli místní již v roce 1810 na krátkou dobu, kdy bylo město pod francouzskou okupací za napoleonských válek.
Průmyslovému rozvoji přispěla po roce 1870 železnice z Lublaně do Tarvisia. V závěru 19. století zde byl rovněž na místním hřbitově odhalen památník místnímu rodákovi a významnému slovinskému básníkovi, Franci Prešerenovi.
V roce 1900 mělo město dva tisíce obyvatel, z nichž většina byla Slovinců. Podle map třetího vojenského mapování z přelomu století byla zástavba tehdejšího města soustředěna jen do historického jádra a několika málo lokalit, např. severního předměstí, oblasti Huje nebo Klanec apod., kudy se město začalo šířit dále.
V roce 1906 získalo díky projektu „nových alpských železnic“ přímý přístup přes tunel Karavanky a Villach do severozápadních částí monarchie a do Německa. Před vypuknutím první světové války zde byla také vybudována kanalizace, Kranj nicméně předstihla větší slovinská města, kde stála již v závěrečných letech 19. století. Industrializace znamenala připojení některých okolních vesnic k městu.
Po první světové válce se Kranj stal součástí Státu Slovinců, Chorvatů a Srbů a následně Království Srbů, Chorvatů a Slovinců (pozdější Jugoslávie). Meziválečný rozvoj města byl umožněn díky zahraničnímu kapitálu. Působila zde i částečně československá společnost Jugočeška, která zde měla svoji továrnu. Později zde sídlily i další společnosti, které se podílely na textilní výrobě. V roce 1926 zde byl postaven Národní dům. Ve třicátých letech 20. století byly časté stávky dělníků za lepší podmínky.
Za druhé světové války bylo město součástí říšskoněmeckého záboru. V oblasti bojovali proti okupantům partyzáni. Po druhé světové válce se město stalo součástí Jugoslávie a po roce 1991 samostatného Slovinska. Industrializace města byla i nadále posilována, vznikl závod na výrobu pneumatik. Zástavba se rozšířila v podobě panelových domů na druhý břeh řeky Kokry a také severně od historického jádra města. Město získalo dálnici jako jedno z prvních v tehdejší Jugoslávii, neboť tato byla tzv. Dálnice bratrství a jednoty.
Josip Broz Tito využíval místní hrad v lokalitě Brdo pri Kranju jako jednu ze svých rezidencí.
V 90. letech 20. století došlo vlivem celosvětových trendů, politických změn a rozpadu tehdejší Jugoslávie k útlumu průmyslové výroby. Do původních závodů nebo nových se podařilo nicméně získat nové investory, např. společnost Goodyear apod. Vedle průmyslové zóny také vyrostlo zcela nové obchodní centrum.

## Obyvatelstvo
V roce 1754 měla Kranj okolo 1500 obyvatel, v roce 1910 bylo při posledním rakousko-uherském sčítání lidu napočítáno 2850 osob. V prvním jugoslávském sčítání roku 1921 zde bylo uvedeno 2905 obyvatel, o deset let později potom 4191. V prvním poválečném censu v roce 1948 žilo v Kranji 1948 15 981 osob, v roce 1953 potom 17 827 obyvatel a v roce 1971 zde bylo napočítáno již 27 209 osob. V roce 2015 mělo samotné město Kranj 41 929 obyvatel (75 % Městské občiny Kranj tvoří samotné území města, 25 % potom okolní vesnice).

## Administrativní dělení
Území města Kranj (slovinsky Mestno območje Kranj) se dělí na čtyři části: Samotné město Kranj, dále potom místní části Britof, Hrastje a Kokrica.

## Ekonomika
V bývalé Jugoslávii a později ve Slovinsku je Kranj známá jako průmyslové město. Vyrábí se zde elektrotechnické zařízení a stroje. Kranj proslavila především místní společnost Iskra, která byla předním jugoslávským výrobcem elektronických a strojních zařízení a vyvážela je i do zahraničí.
Místní jezero s názvem Trboje vzniklo pro potřeby vodní elektrárny Mavčice.
Hospodářské propojení s metropolí Lublaní je značné. Průmyslové zóny, které jsou využívané pouze z části, se nachází při železniční trati na břehu řeky Sávy na druhé straně od historického centra. Sídlí zde např. závod společnosti Goodyear.
V Kranji se také nachází podnikatelský inkubátor.

## Školství

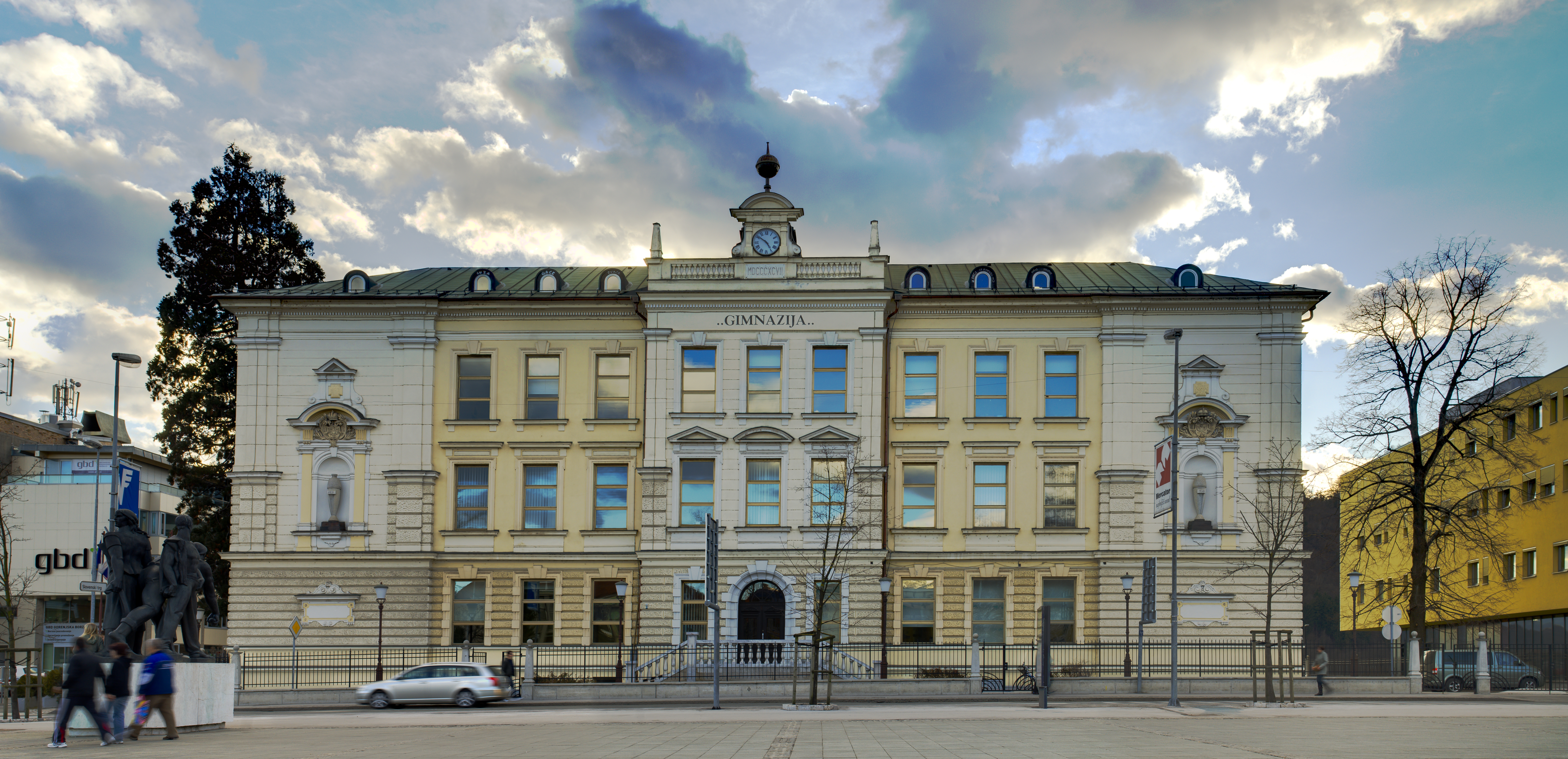
Gymnázium v Kranji

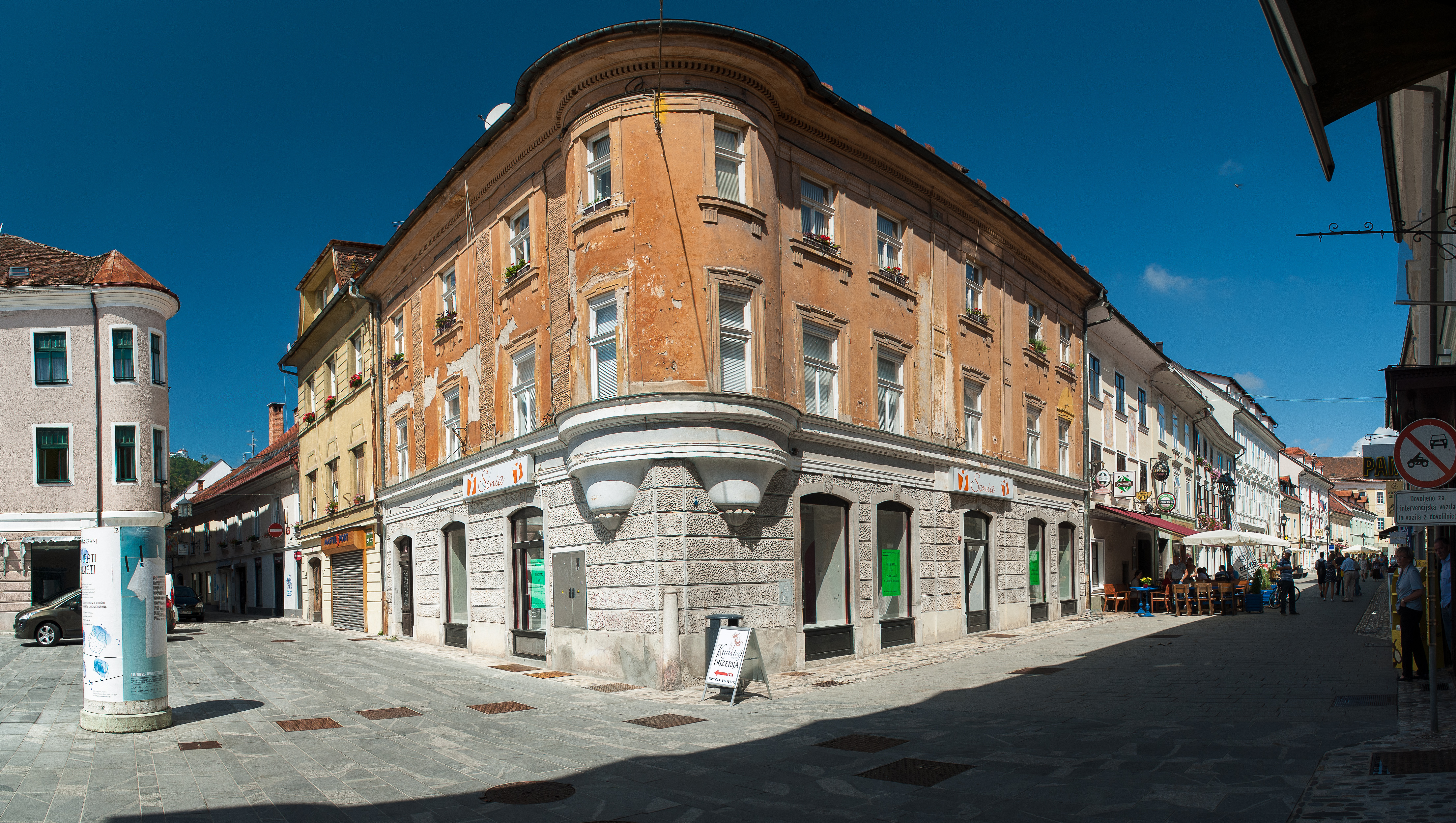
Rohový dům ve středu města

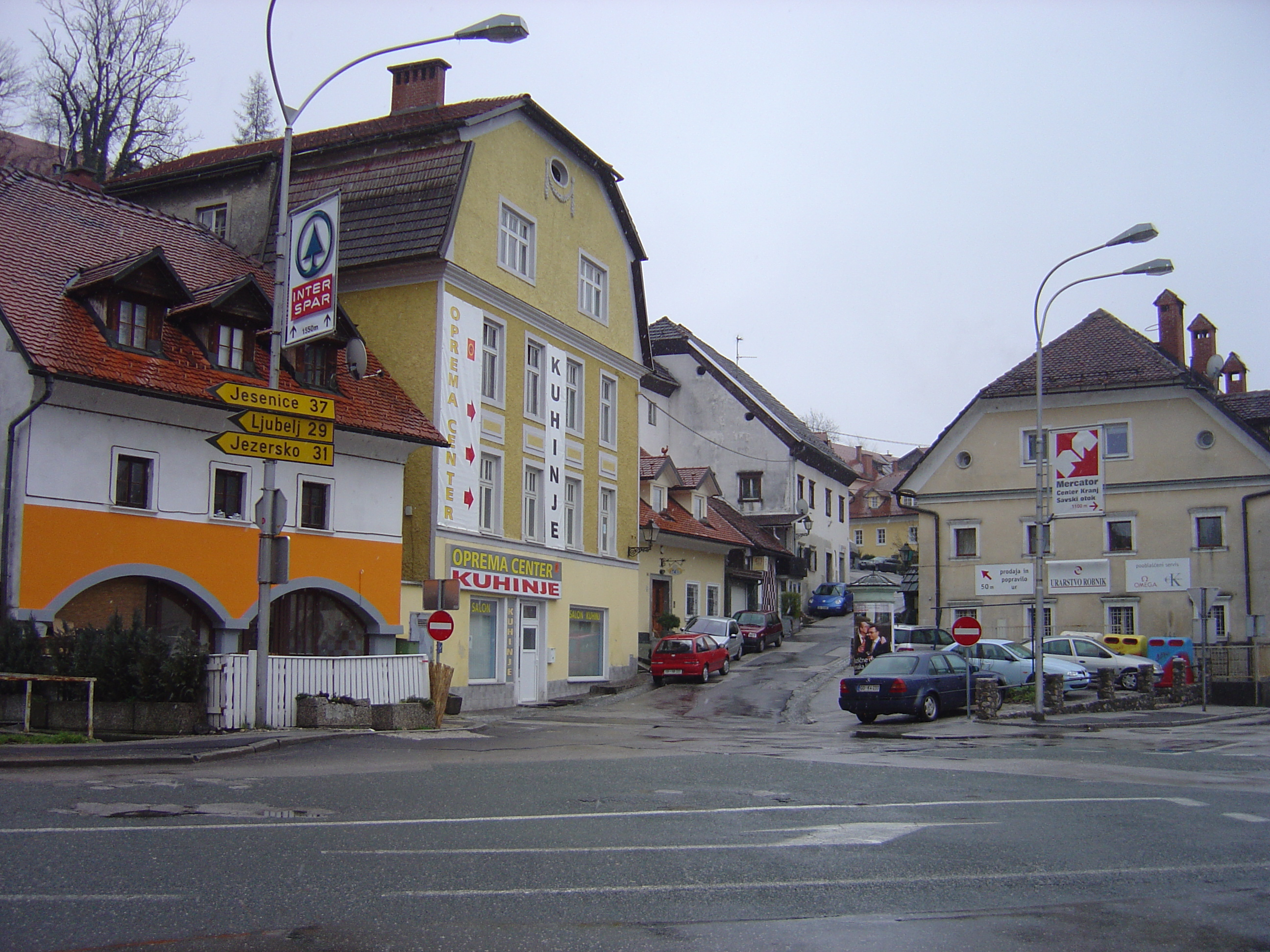
Sávská ulice

V Kranji se nachází řada základních i středních škol. Místní gymnázium je jedním z prvních, kde byl slovinský jazyk používán ve výuce.

## Kultura a pamětihodnosti
Bývalý Prešerenův dům dnes plní účel jako muzeum.
Pravidelně se v létě v Kranji konjá festival Prešerenovy dny (France Prešeren má v Kranji svůj hrob), dále Týden slovinského dramatu nebo Kranjský jazzový festival. Oblíbený je také festival Týden mládeže (slovinsky Teden mladih).

### Pamětihodnosti
Historické centrum města Kranj patří k nejlépe dochovaným historickým jádrům měst ve Slovinsku.
- Zámek Kislkamen (Kieselstein) – raně gotická stavba nad řekou Sávou byla založena vévody z Ortenburku r. 1256, od roku 1456 byl ve vlastnictví vévodů z Celje, císař Ferdinand I. Habsburský prodal hrad v polovině 16. století baronu Jakubovi Khieslovi, který hrad s císařovým povolením přejmenoval po sobě a podnikl renesanční přestavbu s věží. Další dostavba následovala v 18. a 19. století. Roku 1913 byl hrad zestátněn, v meziválečné době sloužil jako jedno ze sídel vlády; roku 1952 byl celkově upraven podle projektu Josipa Plečnika.
- Kostel sv. Fabiána, Šebestiána a Rocha
- Kostel sv. Kanciana (slovinsky Cerkev svetega Kancijana in tovarišev) z počátku 15. století.
- Most přes řeku Kokru
- Gorenjské muzeum a galerie, která nese název podle oceněných Prešerenovou cenou.
- Pozůstatky městského opevnění (slovinsky Kranjsko mestno obzidje).
- u budovy místního gymnázia se nachází vzrostlá sekvoj.

Historické jádro zahrnuje řadu měšťanských domů ze 16. století a nebo i starších, např. Miničarský dům, Pavšlarjův dům a Městský dům.
Turisticky atraktivní místo pro výlety je rovněž i Šmarjetna gora (hora sv. Markéty) s kostelem, který ji je zasvěcen. Nedaleko od ní se nachází také pozůstatky hradu Wartenberg.
Oblíbená je rovněž i Kraňská klobása.
Pro rok 2023 získal Kranj cenu European Destination of Excellence.

## Doprava

### Silniční doprava
Kranj je s Lublaní spojen dálnicí A2, která pokračuje dále na severozápad k městu Jesenice a potom dálničním tunelem Karavanky i do Rakouska. Městu slouží jediný výjezd (č. 9) na straně dálnice, výhledově má být vybudován ještě jeden severně od města.
Silnice č. 210 obchází město Kranj obchvatem z východní strany, kde stojí i některé mimoúrovňové křižovatky. Některé významnější silnice vedou do středu města.
Mezi obyvatelstvem je vysoká úroveň motorizace, a to 514 vozidel na 1000 obyvatel.

### Železniční doprava
Přítomné je rovněž železniční spojení s Lublaní i Jesenicí a dále do Rakouska (Železniční trať Lublaň – Jesenice). Z hlavní trati odbočuje na území Kranje i vlečka, která směřuje do obce Naklo, kde stojí průmyslový závod. Železniční stanice Kranj se nachází na druhém břehu řeky Sávy, v blízkosti historického středu města.

### Letecká doprava
Východně od Kranje se nachází mezinárodní letiště Jože Pučnika, které slouží hlavnímu městu Lublani.

### Cyklistika
Ve městě je v provozu od roku 2016 bikesharingový systém, který umožňuje dopravu mezi více městy.

## Sport
Západně od města se na svahu údolí řeky Sávy nachází skokanský můstek (Gorenja Sava).
Město má jedno z největších center pro vodní sporty na území Slovinska a v roce 2003 hostilo evropský šampionát ve vodním pólu. Místní tým AKV Triglav několikrát vyhrál slovinský šampionát ve vodním pólu.

## Partnerská města
- Oldham, Spojené království[18]
- Čang-ťia-kchou, Čína[19]